# Bortniki (obwód miński)
Bortniki (biał. Бортнікі, ros. Бортники) – wieś na Białorusi, w obwodzie mińskim, w rejonie mołodeckim, w sielsowiecie Olechnowicze.

## Historia
W czasach zaborów wieś w gminie Raków, w powiecie mińskim, w guberni mińskiej Imperium Rosyjskiego. W 1870 roku należała do dóbr Epimachy, własność Chmarów
W latach 1921–1945 wieś leżała w Polsce, w województwie wileńskim, w powiecie stołpeckim, a od 1927 w powiecie mołodeckim, w gminie Raków.
Według Powszechnego Spisu Ludności z 1921 roku zamieszkiwało tu 127 osób, 63 było wyznania rzymskokatolickiego a 64 prawosławnego. Jednocześnie 64 mieszkańców zadeklarowało polską, 58 białoruską a 5 rosyjską przynależność narodową. Było tu 19 budynków mieszkalnych. W 1931 w 18 domach zamieszkiwało 118 osób.
Wierni należeli do parafii rzymskokatolickiej i prawosławnej w Dubrowej. Miejscowość podlegała pod Sąd Grodzki w Rakowie i Okręgowy w Wilnie; właściwy urząd pocztowy mieścił się w Rakowie.

## Przynależność państwowa i administracyjna
- ? – 1917  Imperium Rosyjskie, gubernia mińska, powiat miński
- 1917–1919  Rosyjska FSRR
- 1919–1920  Polska, Zarząd Cywilny Ziem Wschodnich, okręg wileński
- 1920–1921  Rosyjska FSRR
- 1921–1945  Polska
  - województwo:
    - nowogródzkie (1921–1922)
    - Ziemia Wileńska (1922–1926)
    - wileńskie (od 1926)

  - powiat:
    - stołpecki (1921–1927)
    - mołodecki (od 1927)
- 1945–1991  ZSRR, Białoruska SRR
- od 1991  Białoruś